# Kiss Szilárd Sportcsarnok

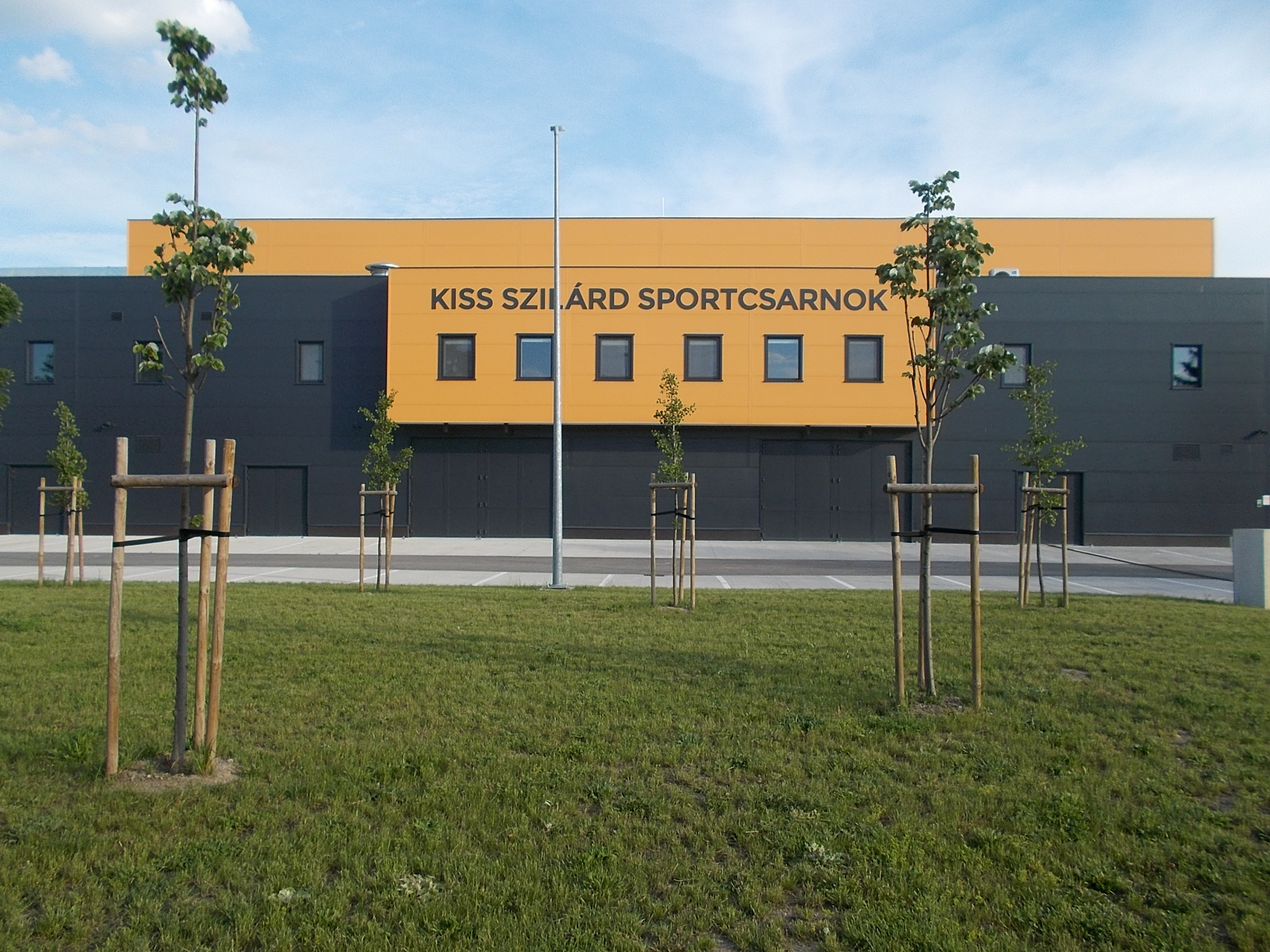
Az északi oldalról

A Kiss Szilárd Sportcsarnok (más néven Kiss Szilárd Aréna) a Siófok KC  multifunkciós sportlétesítménye  Siófokon.   Kézilabda mérkőzéseken 1400 fő befogadására alkalmas és közel 3000 főt tud ellátni egyéb rendezvényeken.
Az eredetileg 1 milliárd forintos siófoki beruházást 2014-ben kezdték el. 2016-ban szerkezetkész volt. Befejezésére ekkor a kormány további 1,9 milliárd forintot biztosított. Vállalkozások a társasági adókedvezmény rendszerén keresztül közel 800 millió forinttal segítették a komplexum megépítését, és Siófok önkormányzata vállalta a több mint 330 millió forintos taoönrész megfizetését. A beruházás összköltsége így 3 milliárd forintot tett ki.
2015 és 2017 között a klub beruházásában elkészült egy sportkollégium és épülőben van egy másik sportcsarnok is, a legkisebb kézilabdázók számára.

## Fekvése
Siófok, Fokihegy Szekrényessy Kálmán utca